# Teorija
Teorija (grč. ϑεωρíα, razmatranje, spoznavanje) u filozofiji, predstavlja apstraktno, uopćeno znanje o nekom problemu koje je rezultat traganja za istinom. U empirijskim znanostima, sustav međusobno povezanih i uskladištenih tvrdnji koji nastaje sažimanjem i regeneracijom izvora parcijalnih empirijskih nalaza, kao i smislenom interakcijom većeg broja provedenih činjenica, hipoteza i zakona koji se odnose na jedno područje stvarnosti.

## Povijest
Grčki filozof Anaksagora je smatrao kako je cilj čovjekova života gledanje skladnoga poretka u svijetu te da je on ustrojen kozmičkim umom. Aristotela je "teoriju" smatrao kao "gledanje poradi gledanja samoga" te da nije vođena nekim određenim praktičnim interesom. U samim početcima patristike i skolastike teorija se shvaća kao znanstvena spekulacija, odnosno predstupanj potpunoga zrenja istine. Immanuel Kant teoriju ograničava na odredbe prirode jer o teoriji prirode po svojem propisu ovisi sve što bi trebalo biti moguće po zakonima prirode.  19. i 20. stoljeću teorija sve više dobiva status hipoteze. U novije doba se katkad pokušava teoriju promatrati kao sustav simbola pri čemu joj je nužno potrebna čisto semantička analiza.